# Квартал 147 км
Квартал 147 км — посёлок  в городском округе город Тула Тульской области России. Входит в состав Центрального территориального округа.

## География
Находится в центральной части Тульской области на расстоянии приблизительно 14 км на юг по прямой от Московского вокзала города Тула. Положение поселка на местности подтверждается материалами генерального плана округа.

## История
До Великой Отечественной войны здесь располагался населенный пункт Фалдинские выселки с 6 дворами.      Существующий посёлок расположен при лечебно-исправительном учреждении № 3 УФСИН России по Тульской области, существующем с 1943 года. В различных документах и источниках называется также как Квартал 1477 или Озёрный. Идентификация населенного пункта на местности вызывает ошибки при использовании картографических ресурсов, например, в Яндекс картах посёлок помещается у остановочного пункта 147 км рядом с деревней Нижние Брусы (на 15 мая 2023 года). До 2014 года входил в состав Ильинского сельского поселения Ленинского района до их упразднения.

## Население
Постоянное население составляло 4 человека (русские 100 %) в 2002 году, 1 в 2010.